# Onore (Italia)
Onore [oˈnoːɾe] (Lanùr [laˈnuɾ] o Unùr [uˈnuɾ] in dialetto bergamasco) è un comune italiano di 944 abitanti della provincia di Bergamo in Lombardia.
Situato tra l'altopiano di Clusone e la Val Borlezza, precisamente all'imbocco della piccola Val Righenzolo, dista circa 41 chilometri a nord-est dal capoluogo orobico. Insieme ai comuni limitrofi fa parte dell'Unione Comuni della Presolana.

## Geografia fisica

### Territorio
Onore è situato ai piedi di una scarpata naturale ad una altezza compresa tra i 676 metri e i 1.429 m s.l.m.

Si trova in vicinanza della sponda sinistra del torrente Gera. Confina a nord con la strada che percorre la valle di Tede, a nord-est con il monte Pora, da est a sud-est col torrente Righenzolo, a sud con l'altopiano di Falecchio, a ovest con il torrente Gera, a nord-ovest dalle frazioni di Poerza, Ombregno e Brugai.
A esclusione della piana, il territorio è molto movimentato, e presenta varie montagne e rilievi:

- monte Cornet (m 1.429);
- punta Vallevrina (m 1.401);
- cima di Campo (m 1.365);
- altipiano Pù (m 841);
- altipiano di Falecchio (m 1004).

## Origini del nome
Il nome "Onore" deriva dall'attività laniera, che in latino veniva espressa con il vocabolo lanorium, volgarizzato in Lanore e poi traslato in Lonore, fino all'attuale Onore.
Altre ipotesi più recenti dicono che la parola derivi dal tipo di albero che lo popolò nell'antichità: alnus (ontano); oppure da Honore (complesso dei diritti del feudatario).

## Storia
Il paese ha origini molto antiche, risalenti addirittura al periodo romano, epoca in cui il nucleo abitativo era però molto ridotto.
Per aspettare che il borgo assumesse le caratteristiche di un vero e proprio paese bisogna aspettare il medioevo, periodo in cui cominciò ad acquisire una discreta importanza, soprattutto per il commercio della lana.
Gli abitanti infatti erano ottimi allevatori, e con i loro greggi rifornivano di materia prima i commercianti che giungevano fin quassù per un tipo di lana considerata di ottima fattura.
Nei musei Vaticani e nella Galleria delle Carte Geografiche, è indicato con il nome di Honore.
Sempre in epoca medievale, le cronache ci raccontano che il paese si dotò di una fortificazione, della quale ora non vi sono più tracce.
Erano anni in cui le lotte tra le opposte fazioni dei guelfi e dei ghibellini insanguinavano gran parte della provincia bergamasco, ed anche Onore non ne fu esente.
A tal proposito le memorie del tempo riferiscono che il livello di maggior recrudescenza degli scontri si ebbe nel 1378, quando l'intero paese, di fazione guelfa unitamente al vicino borgo di Songavazzo, fu messo a ferro e fuoco dai ghibellini.
Soltanto con l'avvento della Repubblica di Venezia il paese visse un'epoca di grande tranquillità e prosperità sociale, rilanciandosi anche a livello economico e dotandosi di un proprio statuto comunale, redatto nel 1417.
I periodi successivi hanno interessato soltanto marginalmente il borgo di Onore, che ha seguito gli avvenimenti del resto della provincia orobica, mantenendo un'anima prevalentemente rurale.
Durante il fascismo a Onore venne affiancato il comune di Castione della Presolana e gli venne tolta la sua autonomia amministrativa. Nel 1958 venne finalmente ricostituita l'autonomia onorese grazie al decreto del Presidente della Repubblica.
Nel corso del XX secolo si è verificato un notevole incremento delle presenze turistiche, che ha portato un miglioramento economico ed uno sviluppo edilizio senza precedenti, riuscendo ad arginare lo spopolamento che avanzava da parecchi decenni.

### Simboli
Lo stemma e il gonfalone sono stati concessi con decreto del presidente della Repubblica del 21 marzo 1997.
Nello stemma riecheggia la storia del paesino: in alto troviamo le figure dei fusi che vogliono ricordare gli strumenti utilizzati per la filatura della lana, in basso vi sono un bosco di abeti e una pecora, simbolo della pastorizia, che ricorda il passato fiorente dell'economia del paese.
Il gonfalone è un drappo di giallo.

## Monumenti e luoghi d'interesse

### Chiesa parrocchiale di Santa Maria Assunta
La chiesa di Santa Maria Assunta fu edificata nel corso del XIV secolo su una piccola collinetta posta all'ingresso del paese, per tradizione popolare sulle rovine di un precedente edificio di culto pagano. Ricostruita nel 1721 su progetto di Andrea Fantoni, e ristrutturata nuovamente nel 1909 da Elia Fornoni, custodisce alcuni affreschi antichi di buon pregio, tra i quali spiccano la Madonna con i santi Narno, Sebastiano e Rocco ed i Misteri del Rosario di Domenico Carpinoni, l'Adorazione dei Magi di Antonio Cifrondi e lo Sposalizio di Santa Caterina di Lattanzio Querena.
Il territorio montano di Onore offre percorsi ed escursioni adatti a tutte le esigenze.

## Società

### Evoluzione demografica
Abitanti censiti

## Economia
L'economia onorese è basata soprattutto sul turismo sia estivo, grazie al territorio che permette escursioni nel periodo estivo che invernale con la possibilità di sport sulla neve grazie alla presenza di piste di sci di fondo e impianti di risalita in prossimità. Le basi del turismo onorese nascono da attività commerciali ben organizzate e alle strutture pararicettive. 
Il comune di Onore è attrezzato per ospitare numerose attrezzature sportive: il campetto di calcio a 11 con tribune coperte, ospitato dal centro sportivo comunale e il campetto a 7 ospitato dal territorio ecclesiastico; il centro sportivo inoltre ospita 2 campi da tennis in terra rossa, 2 campi da bocce al coperto, campi per pallacanestro, pallavolo, calcetto; sotto la zona chiamata "dei corni" è presente la palestra naturale d'arrampicata libera e il Parco Avventura su roccia, il parco pubblico, il campeggio Don Bosco, la palestra ospitata dalla scuola elementare, la pista di sci da fondo e vicino a essa il percorso vita, il percorso orienteering.

## Amministrazione
| Periodo        | Periodo        | Primo cittadino    | Partito                                    | Carica       | Note                                                                                        |
| -------------- | -------------- | ------------------ | ------------------------------------------ | ------------ | ------------------------------------------------------------------------------------------- |
| 14 giugno 2004 | 7 giugno 2009  | Gianpietro Schiavi | lista civica                               | Sindaco      |                                                                                             |
| 8 giugno 2009  | 26 maggio 2014 | Gianpietro Schiavi | lista civica Insieme per la gente di Onore | Sindaco      | Unica lista presentatasi alle elezioni comunali                                             |
| 26 maggio 2014 | 27 maggio 2019 | Angela Schiavi     | lista civica Con Onore                     | Sindaco      | Unica lista presentatasi alle elezioni comunali                                             |
| 27 maggio 2019 | 15 maggio 2023 | Michele Schiavi    | lista civica Innanzitutto Onore            | Sindaco      | Decaduto dalla carica di Sindaco per incompatibilità con la carica di consigliere regionale |
| 15 maggio 2023 | 10 giugno 2024 | Ettore Schiavi     | lista civica Innanzitutto Onore            | Sindaco f.f. |                                                                                             |
| 10 giugno 2024 | in corso       | Ettore Schiavi     | lista civica Innanzitutto Onore            | Sindaco      | Unica lista presentatasi alle elezioni comunali                                             |

Gemellaggi
- Garriguella[11]